# Cichla cataractae
Cichla cataractae — вид окунеподібних риб родини цихлових (Cichlidae). Описаний у 2020 році.

## Поширення
Вид поширений в басейні річки Ессекібо та її приток на території Гаяни та Східної Венесуели. Трапляються на ділянках річок з прозорою та напівпрозорою водою та кам'янистим дном.